# Leningradski (districte autònom de Txukotka)
Leningradski (en rus, Ленинградский) és un possiólok despoblat del districte autònom de Txukotka (Rússia).